# Merk
Il merk è stata una moneta d'argento scozzese. Ebbe in origine lo stesso nome del mark d'argento. Il merk fu in circolazione dalla fine del XVI al XVII secolo. Il valore iniziale era di 13s 4d, esattamente 2/3 di una sterlina scozzese, o mezzo dollaro scozzese: era pari a circa uno scellino inglese dell'epoca. Nel 1681 il valore salì a 14 scellini.
In seguito aumentò il proprio valore fino a 14 scellini scozzesi.

## Storia
La coniazione di questa denominazione iniziò sotto Giacomo VI verso la fine del XVI secolo

### Giacomo VI
Per Giacomo si distinguono due periodi: il primo (1567-1603) è quello che precede l'ascesa al trono d'Inghilterra ed il secondo (1603-1625) è quello che lo segue. Nel primo periodo sono considerate otto coniazioni diverse.
Durante la seconda coniazione fu emesso, nel 1572, ci fu l'emissione di un pezzo da mezzo merk detto anche noble d'argento. Questa moneta recava al dritto lo scudo di Scozia, sopra la corona ed ai lati l'indicazione del valore 6 — 8, cioè 6 scellini e 8 penny per un totale di 80 penny. La legenda di questa prima emissione fu IACOBVS 6 DEI GRATIA REX SCOTORVM. Al rovescio una croce con al centro una stella e nei quarti cardo e corone alternate; la legenda era SALVVM FAC POPVLVM TVVM DNE e l'anno di coniazione. Fu coniata negli anni 1572-77 e 1580. Questa prima emissione fu accompagnata dal quarto di merk o 40 penny, detto anche half noble, con gli stessi tipi e legende negli anni 1572-1574, 1576, 77 e 80.
Sempre nell'ambito della seconda coniazione, nel 1578 furono introdotti i nuovi tipi con un cardo al rovescio. Il doppio merk di Giacomo VI aveva al dritto la stessa legenda del noble già visto, intorno allo scudo coronato di Scozia; al rovescio aveva il cardo coronato e fogliato e recava il motto NEMO ME IMPVNE LACESSET, suggerito da George Buchanan; fu coniato nel 1578-80 assieme al merk o mezzo dollar con gli stessi tipi.
Il valore del merk era di 13s 4d.
Durante la terza (1580-81), quarta (1582-88) e quinta (1588-90) monetazione non furono coniate monete con questa denominazione.
Durante la sesta monetazione (1591-93), nel 1591 fu emesso un nuovo 1/2 merk detto balance half merk. Al dritto c'ero lo stemma coronato di Scozia con il leone. Al rovescio una bilancia, da cui prese il nome, e dietro una spada; intorno la legenda HIS DIFFERT REGE TYRANNVS. Accanto al 1/2 merk fu coniato anche il 1/4 di merk con gli stessi tipi. Il mezzo merk fu coniato negli anni 1591, 92, 93 mentre il quarto solo nel 1591.
Nella settima monetazione il merk non fu emesso mentre fu emesso nell'ottava.
Fu emesso il merk con il mezzo, quarto ed ottavo. Il valore del merk, che nel 1572 come visto era di 13s 4s, diviene ora di 16 scellini e 8 penny.
In queste monete fu ripreso il tipo del cardo fogliato con la nuova legenda REGEM IOVA PROTEGIT. Dal cardo (in inglese thistle) rappresentato al rovescio questi pezzi sono conosciuti come thistle merk.
Questa fu l'ultima coniazione di Giacomo prima di salire al trono d'Inghilterra ed anche lì'ultima emissione di merk durante il suo regno.
La coniazione dei merk proseguì sotto Carlo I e Carlo II.

### Carlo I
Nel 1636 furono emesse le prime monete scozzesi di Nicolas Briot, un lorenese che aveva introdotto i macchinari per la coniazione meccanica a Parigi. Era stato assunto da Carlo per la zecca di Londra e, dal 1636, ad Edimburgo, dove lavorò assieme al genero, John Falconer, marito della figlia Esther.
Questa monetazione fu prodotta ancora con la tecnica tradizionale della monetazione al martello.
Tra le monete prodotte in quell'anno fu battuto un pezzo da mezzo merk dal valore di 6s8d ed un peso di 51,6 grani (3,33 g circa).
La moneta fu coniata con un titolo di 11 denier. Al dritto era rappresentato il busto coronato del re, volto verso destra. I titoli reali erano D G MAG BRIT FRANC ET HIB REX ed il valore era segnato dietro la testa del re con  VI sopra a 8. Al rovescio lo stemma coronato con le armi di Scozia nel I e nel IV quarto. La legenda era CHRISTO AUSPICE REGNO.
Nel novembre del 1636 il Consiglio privato propose di riconiare le monete straniere che circolavano nel regno e Briot ottenne, il 12 gennaio 1637, l'autorizzazione a effettuare questa riconiazione con i nuovi macchinari, e quindi furono emesse, per la prima volta in Scozia, monete coniate meccanicamente.
In conseguenza d questa innovazione dal 1637 fu emessa anche una moneta da 1/2 merk simile a quella già descritta.
Dopo l'esecuzione di Carlo I, il nuovo regime, il Commonwealth of England, cambiò completamente la monetazione ed il merk tornò solo sotto il regno di Carlo II.

### Carlo II
La monetazione d'argento di Carlo II (1660-84) per la Scozia riprese solo nel 1664. Sotto il suo regno ci furono due emissioni: nella prima (1664-75) furono emessi solo merk, con multipli e frazioni mentre nella seconda la moneta da quattro merk fu sostituita dal dollar accompagnato dalle sue frazioni.
Le monete del 1664 avevano al dritto il busto del re ed un cardo in ogni angolo con le cifre reali al centro oppure il valore di XIII 4 al centro e le cifre reali negli angoli.
Alcune monete recano la lettera "F", per sir John Falconer che era divenuto il responsabile della zeca di Edimburgo.
I conii furono incisi da Joachim Harder.
Dopo il 1675 furono cambiati i tipi e il dollar con le sue frazioni sostituì il pezzo da quattro merk. Dopo questa emissione il merk non fu più coniato.

## Altri usi
Il termine era anche usato in Scozia per indicare una misura dei terreni.